# Lars Selander
Lars Selander, född 3 februari 1958, åländsk politiker (liberal). Kultur- och utbildningsminister, Ålands landskapsregering 2003-2004. Rektor för Ålands sjömansskola.